# كيم شلستروم
كيم شلستروم (بالسويدية: Kim Källström) (مواليد 24 أغسطس 1982 في ساندفيكن) لاعب كرة قدم سويدي يلعب حاليا لصالح نادي ليون الفرنسي ومنتخب السويد في مركز الوسط. يتمتع بقوة التسديدات وبسببها تعرض مواطنه أندرياس إيزاكسون إلى إصابة أثناء الفترة التحضيرية للمشاركة في نهائيات كأس العالم 2006. يطلق عليه أحبائه لقب كونغو كيم. عادة ما يلعب كصانع ألعاب ولكنه يجيد اللعب في جميع مراكز خط الوسط ولكنه مؤخرا بدأ مدربا ليون ومنتخب السويد في اشراكه في مركز الجناح الأيسر. يعرف عنه تمريراته الدقيقة كما أن رفعه للكرة ممتاز كما يسدد بقدمه اليسرى.
المسيرة الاحترافية:
1999-2002 نادي هكن لعب 69 سجل 14
2002-2004 نادي يورغوردينس لعب 48 سجل 26
2004-2006 نادي رين لعب 83 سجل 20
2006-2012 نادي أولمبيك ليون لعب 204 سجل 17
2012-2015 نادي سبارتاك موسكو لعب 58 سجل 5
2014 نادي آرسنال (إعارة) لعب 3 سجل 0
2015-2017 نادي غراسهوبر لعب 49 سجل 1
2017 نادي يورغوردينس لعب 28 سجل 3
2017 اعتزل

## المسيرة الرياضية مع الأندية

### البدايات
أول نادي التحق شلستروم به هو نادي هكن السويدي الذي يقر مقره في مدينة غوتنبرغ ولكن بزغت نجوميته عندما انضم إلى نادي ديورغوردن سنة 2002 حيث حقق بطولة دوري الدرجة الأولى في موسمين متتاليين 2002 و2003. أثناء مشاركة فريقه في بطولة كأس الاتحاد الأوروبي استطاع تسجيل هدفين في مرمى فريقي شامروك روفرز الأيرلندي وكوبنهاغن الدنماركي. في ربيع 2004 انتقل إلى نادي رين الفرنسي منضما إلى زميله السابق في نادي ديورغاردن أندرياس إيساكسون.

### ليون
في 26 مايو 2006 وافق على الانتقال إلى نادي ليون الفرنسي وساهم في تحقيق بطولة دوري الدرجة الأولى لموسمين متتاليين.

## المسيرة الدولية
شارك شلستروم في أول مباراة دولية مع منتخب السويد في مواجهة منتخب فنلندا سنة 2001. كان ضمن تشكيلة منتخب السويد التي شاركت في بطولة بطولة أمم أوروبا 2004، كأس العالم 2006، وبطولة أمم أوروبا 2008. شارك شلستروم حتى فبراير 2009 في 62 مباراة دولية مسجلاً 12 هدف.

## روابط خارجية
- كيم شلستروم على موقع الاتحاد الدولي (مؤرشف)  (الإنجليزية)
- كيم شلستروم على موقع الاتحاد الأوربي (الإنجليزية)
- كيم شلستروم على موقع اتحاد السويد (السويدية)
- كيم شلستروم على موقع قاعدة بيانات كرة القدم.إي يو (الإنجليزية)
- كيم شلستروم على موقع ليكيب (الفرنسية)
- كيم شلستروم على موقع ناشيونال فوتبول تيمز (الإنجليزية)
- كيم شلستروم على موقع Soccerbase.com (لاعب) (الإنجليزية)
- كيم شلستروم على موقع Soccerway.com (الإنجليزية)
- كيم شلستروم على موقع عالم كرة القدم.نت (الإنجليزية)
- كيم شلستروم على موقع AS.com (الإسبانية)